# Kattjärnen (Kroppa socken, Värmland)
Kattjärnen är en sjö i Filipstads kommun i Värmland och ingår i Göta älvs huvudavrinningsområde.